# 傑森·巴列特
傑森·巴列特（英語：Jason Alan Bartlett，1979年10月30日—），出生地為山景城 (加利福尼亞州)，曾為明尼蘇達雙城的游擊手。

## 生平
- 2006年8月6日，巴列特在客場面對堪薩斯市皇家隊，5打數打出5支安打，為生涯最佳成績，最後球隊以11：5大勝[1]。
- 2007年，巴列特在140場出賽中，有26次失誤的紀錄。在11月28日，明尼蘇達雙城隊以巴列特、馬特·加爾薩及Eduardo Morlan 和坦帕灣光芒隊交易Delmon Young、Brendan Harris及Jason Pridie。
- 2009年，巴列特獲選參加2009年美國職棒大聯盟全明星賽。
- 2010年12月17日，聖地牙哥教士以Adam Russell、Cesar Ramos、Brandon Gomes及Cole Figueroa和光芒交易巴列特。
- 2014年宣布退休。

## 私人生活
- 巴列特在2008年11月15日結婚，他的太太名字為Kelly Chevez，他們有一個兒子Jayden Bartlett，在2008年6月25日出生，目前住在佛羅里達。

## 外部連結
- 球員資訊和成績在MLB ，ESPN ，Retrosheet ，Baseball Reference ，Baseball Reference (Minors) ，Fangraphs ，The Baseball Cube （英文）
- Jason Bartlett: The Missing Ingredient (Minnesota Public Radio)[]
- Simply-Baseball-Notebook.com: Bartlett seizes the moment （页面存档备份，存于）.